# Bonifácio Frederico
Bonifácio Frederico foi um nobre catalão ativo na Grécia Central como senhor de Caristo de 1359 até 1365 e então como conde de Salona e proprietário de vários outros feudos no Ducado de Atenas até sua derrota num conflito com seu sobrinho Luís Frederico no final da década de 1370.

## Vida
Bonifácio foi o filho de Alfonso Frederico, vigário-general do Ducado de Atenas e Ducado de Neopatras, e de Maria de Verona, filha do barão de Caristo, Bonifácio de Verona. Quando Alfonso Frederico morreu em 1338, Bonifácio herdou a Baronia de Caristo de sua mãe e várias outras possessões na Ática. Ele permaneceu na Sicília até 1359, quando foi para a Grécia para reclamá-los. Em 1365, contudo, vendeu sua baronia de Caristo com todos os seus domínios, incluindo servos, para Veneza, que há muito cobiçava-a, por 6 000 ducados.
Jaime Frederico também legou a seu irmão "todos os seus direitos e propriedades" no Ducado de Atenas, incluindo o Condado de Salona com Lidorício e Veteranitsa, mas não Zetúnio e Siderocastro, que passaram para o filho de Jaime, Luís Frederico. Jaime também deu-lhe a ilha de Egina, que Bonifácio conferiu a seu filho Pedro. Quando Jaime morreu em 1366, isso deixou Bonifácio e seu sobrinho Luís como os dois senhores mais poderosos nos domínios catalães. Os dois viam-se com maus olhos, com Luís questionando a cessão dos domínios de seu pai para Bonifácio.
Na disputa resultante, Luís prevaleceu: em 1375, foi reconhecido por Frederico III da Sicília como vigário-general de Atenas e Neopatras, e num combate entre Luís e Bonifácio logo depois, o primeiro venceu. Pedro, filho de Bonifácio, foi enviado ao exílio e preso em Aragão, Luís confiscou seus domínios, enquanto Bonifácio morreu em algum momento antes de setembro de 1380. Em 8 de maio de 1381, a viúva de Bonifácio, Dúlcia, e seu outro filho, João, obtiveram um perdão real para Bonifácio bem como a restauração de suas propriedades confiscadas de Pedro IV de Aragão. É incerto, contudo, se eles realmente receberam a posse de quaisquer destes domínios.